# Heinrich Rasche
Heinrich Rasche (* 29. April 1794 in Hamburg; † 25. Februar 1876 in Doberan) war ein deutscher Orgelbauer in Hamburg und Mecklenburg.

## Leben
Hamburg
Heinrich Rasche war der Sohn des Stadtdieners Johann Ernst Christian Rasche in Hamburg. Wo er den Orgelbau erlernte, ist unbekannt, in Hamburg wirkte in dieser Zeit nur Joachim Wilhelm Geycke, möglich ist aber auch eine Ausbildung in einem anderen Ort. Von 1828 ist als erste Arbeit Rasches eine Umsetzung eines Positivs aus Hamburg in das mecklenburgische Bentwisch bekannt. Ob er dabei selbstständig arbeitete, oder für einen anderen Orgelbauer tätig war, ist nicht bekannt. 1832 baute Rasche eine Orgel für die Reformierte Kirche in Hamburg. Weitere Tätigkeiten von ihm in der Stadt sind nicht überliefert.
Rostock
1833 setzte Rasche die bisherige Orgel von Arp Schnitger aus der Reformierten Kirche Hamburg nach Blankenhagen um. Er ließ sich in Rostock nieder und arbeitete dort mit Joachim Heinrich Fromm, dem Organisten an der Nikolaikirche zusammen. 1834 erhielt Rasche das Bürgerrecht der Stadt. 1838 wurde er als „Privilegierter Landes-Orgelbauer“ bezeichnet. In diesem Jahr arbeitete er mit August Friedrich Ludwig Quosig als Rasche & Quosig Orgelbauer zusammen. Seit 1836 wurde Rasche auch als Orgelsachverständiger und Orgelpfleger erwähnt. 1843 musste er Konkurs anmelden.
Doberan
1846 zog er deshalb mit seiner Werkstatt in das benachbarte Doberan. 1860 war er nicht mehr in der Lage, einen angefangenen Orgelneubau in Kessin selber fertigzustellen. 1875 wurde er als krank und körperlich eingeschränkt beschrieben.

## Werke (Auswahl)
Von Heinrich Rasche sind 7 Orgelneubauten in Altona und Mecklenburg bekannt, sowie Umsetzungen, Umbauten und Reparaturen. Nicht mehr vorhandene Instrumente sind kursiv gesetzt.
Orgelneubauten
| Jahr      | Ort                | Gebäude            | Bild | Manuale | Register | Bemerkungen |
| --------- | ------------------ | ------------------ | ---- | ------- | -------- | --- |
| 1833/36   | Altona bei Hamburg | Reformierte Kirche |      | ?       | ?        | Registeranzahl unbekannt, spätestens 1945 mit Kirche zerstört                                                                             |
| 1839      | Levin              | Dorfkirche         |      | I       | 8        | mehrere Umbauten und Pedalerweiterung, 2004 Rekonstruktion mit der ursprünglichen Disposition durch Voigt                                 |
| 1839/40   | Ribnitz            | Klosterkirche      |      | I/P     | 11       | mehrere Dispositionsänderungen, 2019/20 Restaurierung durch Jehmlich mit elektrischer Selbstspielanlage, die ohne Organisten spielen kann |
| 1839?     | Kirch Rosin        | Dorfkirche         |      | I       | 6        | 1843 wegen Konkurs zum Verkauf annonciert und nach Kirch Rosin verkauft erhalten                                                          |
| 1843–1844 | Brunshaupten       | Johanniskirche     |      |         |          | 1973 ersetzt |
| 1848/52   | Bentwisch          | Dorfkirche         |      | II/P    | 12       | 1848 fertiggestellt, 1852 eingebaut, erhalten                                                                                             |
| 1860      | Kessin             | St. Godehard       |      | II/P    | 12       | Gehäuse und Mechanik, mit drei Registern gebaut, 1868 restliche Pfeifen von Lütkemüller fertiggestellt, erhalten                          |

Weitere Arbeiten
| Jahr | Ort          | Gebäude    | Bild | Manuale | Register | Bemerkungen |
| ---- | ------------ | ---------- | ---- | ------- | -------- | --- |
| 1828 | Bentwisch    | Dorfkirche |      | I       | 7        | Umsetzung eines Positivs aus Hamburg, erste bekannte Arbeit Rasches                                                         |
| 1833 | Blankenhagen | Dorfkirche |      | II/p    | 12       | Umsetzung der Arp-Schnitger-Orgel aus Altona; 1851 umfassende Umbauten und Erweiterung durch Rasche, restauriert → Umbauten |